# Disjunktionsterm
Ein Disjunktionsterm (auch als Disjunktionsglied oder Klausel bezeichnet) ist eine Boolesche Funktion, die ausschließlich durch die disjunktive Verknüpfung von Literalen gebildet wird. Ihre allgemeine Form sieht so aus:
{\displaystyle X_{1}\vee X_{2}\vee \dots \vee X_{k}}, wobei {\displaystyle X_{i}\in \lbrace 0,1\rbrace }.
Ein Disjunktionsterm, der sämtliche Indizes der betrachteten Booleschen Funktion {\displaystyle F\colon \{0;1\}^{n}\rightarrow \{0;1\}} enthält, wird auch als Maxterm bezeichnet. Fügt man mehrere Disjunktionsterme durch Konjunktionen zusammen, so erhält man eine konjunktive Normalform.
Die entsprechende konjunktive Verknüpfung von Literalen bezeichnet man als Konjunktionsterm.
Einige Beispiele für Disjunktionsterme, wobei {\displaystyle A_{i}} jeweils Atome seien:
{\displaystyle \neg A_{0}\vee A_{1}}
{\displaystyle A_{0}\vee A_{1}\vee A_{2}}
{\displaystyle \neg A_{0}\vee \neg A_{1}\vee \neg A_{2}}